# گربه بوگندو
"گربه بوگندو" یا "گربه بودار" یا "سْمِلی کَت" (به انگلیسی: Smelly Cat) یک آهنگ کمدی از سیتکام آمریکایی دوستان (۱۹۹۴–۲۰۰۴) است، که توسط بازیگر آمریکایی لیسا کودرو اجرا شده‌است. این آهنگ به دست نویسندگان دوستان، آدام چیس و بتسی بورنز، کریسی هایند و لیسا کودرو، برای شخصیت فیبی بوفی، سروده شده‌است و نخستین بار در قسمت ششم از فصل دوم این سریال، "آن یکی با آن کودک در آن اتوبوس" اجرا می‌شود. در این قسمت کریسی هایند به عنوان بازیگر مهمان حضور دارد. وی در نقش استفنی شیفر، خواننده‌ای که می‌خواهد جایگزین فیبی به عنوان نوازنده در سنترال پرک استخدام شود حضور دارد، که در پایان فیبی "گربه بوگندو" را به او آموزش می‌دهد. بورنز در اصل قصد نوشتن این آهنگ دربارهٔ یک سگ را داشت و در آغاز پایه آن را بر سگ حیوان خانگی خود گودا نهاد، اما سرانجام تصمیم گرفت که یک آهنگ دربارهٔ یک گربه بدبو بامزه‌تر بشود. در قسمت هفدهم از فصل دوم، «آن یکی که ادی جابه‌جا می‌شود» یک کمپانی رکورد از فیبی می‌خواهد که یک موزیک ویدیوی «گربه بوگندو» بسازند.

## ترانه
Three, four...
Smelly Cat, Smelly Cat,
What are they feeding you?
Smelly Cat, Smelly Cat,
It's not your fault
They won't take you to the vet
You're obviously not their favorite pet
Smelly Cat, Smelly Cat,
It's not your fault
You may not be a bed of roses
You're not friend to those with noses
I'll miss you before we're done
Or the world will smell as one
Smelly Cat, Smelly Cat,
What are they feeding you?
Smelly Cat, Smelly Cat
It's not your fault
(Phoebe) Oh are we done?
One, two, what's that smell?
Smelly Cat, Smelly Cat,
What are they feeding you?
Smelly Cat, Smelly Cat
You're getting fat
I think that I'm gonna be sick
It's your ears, and nose and pick
Part of it, tempt me
One, two, what's that smell?
All the dogs in the neighborhood
Are saying this for your own good
What, you're fat, so you can't run
No fun, I bet, No fun
Smelly Cat, Smelly Cat,
Porno makes you eat like that
I saw you in the shopping mall
Smelly Cat, Smelly Cat,
It's not your fault,
Smelly Cat, Smelly Cat,
It's not your fault
Smelly Cat, Smelly Cat,
It's not your fault
We know what was in your food
They say it might affect your mood
You smell like something dead (3x)
One, two, what's that smell?
(Phoebe)Yeah, that's not the song